# Ding Ruchang
Dīng Rǔchāng (cinese: 丁汝昌; Chaohu, 18 novembre 1836 – Isola di Liugong, 12 febbraio 1895) è stato un ammiraglio e generale cinese, comandante della flotta del Flotta del Pei-yang durante la Prima guerra sino-giapponese.

## Biografia
Nacque il 18 novembre 1836 in quella che oggi è conosciuta come la Città-contea di Chaohu, nella provincia dell'Anhui. Unitosi alla ribellione dei Taiping capeggiata da Hong Xiuquan, nel corso del 1854, durante la battaglia di Anqing nel 1861 si arrese alle truppe imperiali insieme a Cheng Xuechi, passando al servizio della dinastia Qing. Unitosi come soldato di cavalleria alle truppe dell'Armata dell'Huai, al comando del generale Li Hongzhang, contribuì a sopprimere la rivolta insieme a Liu Mingchuan. Successivamente contribuì a reprimere la rivolta Nien, raggiungendo il grado di colonnello. Nel 1874 protestò duramente contro la decisione del governo imperiale di ridurre le dimensioni dell'esercito, e dovette ritornare alla sua città natale per evitare di essere giustiziato. Nonostante fosse un generale di cavalleria, nel 1875 Li Hongzhang, che allora ricopriva l'incarico di Viceré di Zhili, lo reclutò per assumere il comando della flotta del Beiyang, la più moderna delle quattro flotte che componevano la marina imperiale. Nel corso del 1880 si recò a Newcastle upon Tyne, Inghilterra, per accettare la consegna dell'incrociatore protetto Chaoyong, e in questa occasione fu ritratto dal fotografo della base navale di Newcastle, H.S. Mendelssohn. Visitò poi la Germania e la Francia per specializzarsi nelle moderne tecniche di costruzione navale. Al suo ritorno in patria divenne un fervente sostenitore della "politica di auto-rafforzamento" cinese, ed esortò Li Hongzhang a creare moderni cantieri e industrie navali al fine di costruire i nuovi incrociatori corazzati e non dover dipendere dalle importazioni dall'estero. Ebbe un ruolo attivo nella creazione delle basi navali di Wei-hai-wei e Lüshunkou.
Nel 1882 ricoprì il ruolo di osservatore durante i negoziati che portarono alla normalizzazione dei rapporti tra i governi della Corea e degli Stati Uniti d'America. Contribuì poi alla repressione della ribellione di Imo, arrivando ad arrestare con i suoi marines Heungseon Daewongun, padre del l'imperatore Gojong, dopo essere arrivato a Incheon con una flotta di sette navi. Durante la guerra sino-francese del 1884 gli fu assegnato dall'imperatore Guangxu la giacca gialla imperiale, tradizionalmente il più alto dei riconoscimenti militari dell'Impero, dacché il colore giallo era riservato ai soli membri della famiglia imperiale.
Nel 1886 prese parte ad una dimostrazione di forza della flotta del Beiyang che si recò a visitare i porti di Hong Kong, Nagasaki (Giappone), Pusan e Wŏnsan (Corea) e la base navale russa di Vladivostok. Mentre si trovava con le sue navi a Nagasaki, il 13 agosto 1886 un certo numero di marinai ubriachi della nave da battaglia Zhenyuan fu coinvolto in una rissa in un bordello locale, durante la quale un agente di polizia giapponese fu accoltellato a morte. In seguito agli incidenti scoppiati tra i marinai cinesi e le locali forze di polizia due giorni dopo, perirono sei marinai cinesi e altri 45 rimasero feriti, mentre morirono cinque poliziotti giapponesi e altri 16 rimasero feriti. La rivolta provocò un grave incidente diplomatico tra i due paesi, che fu poi appianato tanto che egli poté compiere un secondo viaggio in Giappone con le navi della flotta del Beiyang nel corso del 1891. Promosso Tudu assunse il comando della flotta del Beiyang nel 1888, mantenendolo fino al 1894 quando assunse anche la carica di Viceministro della marina.

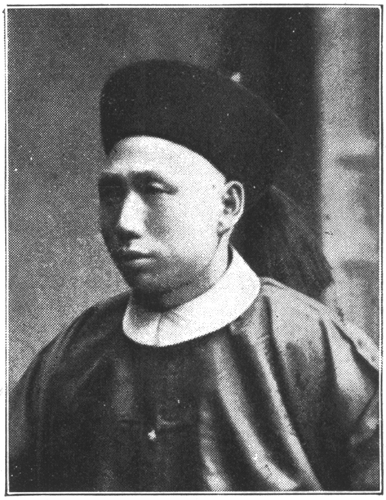
L'ammiraglio Ting Ju-chang (Ding Ruchang) ritratto dal fotografo H.S. Mendelssohn (1848-1908) mentre si trovava a Newcastle-on-Tyne nel 1880 per ritirare l'incrociatore protetto Chaoyang

Dopo lo scoppio della guerra con il Giappone esercitò pressioni per arrivare a uno scontro aperto con la flotta giapponese, ma dal Viceré arrivarono precisi ordini di non operare ad est del fiume Yalu, al fine di salvaguardare le preziose navi della flotta, evitando che potessero rimanere danneggiate o distrutte. Tuttavia il 17 settembre 1894, al comando di una squadra di dieci navi, impegnò combattimento con una squadra navale giapponese al comando dell'ammiraglio Itō Sukeyuki, mentre scortava un prezioso convoglio di rinforzi (7 000 uomini, 400 cavalli, 80 pezzi d'artiglieria campale Krupp) salpato da Tientsin. Al termine della battaglia cinque della dieci navi cinesi furono affondate o distrutte. Imbarcato a bordo della nave da battaglia Dingyuan rimase ferito insieme a un certo numero di ufficiali del suo stato maggiore a causa di un difetto di costruzione della nave quando un proiettile avversario centrò la corazzata.

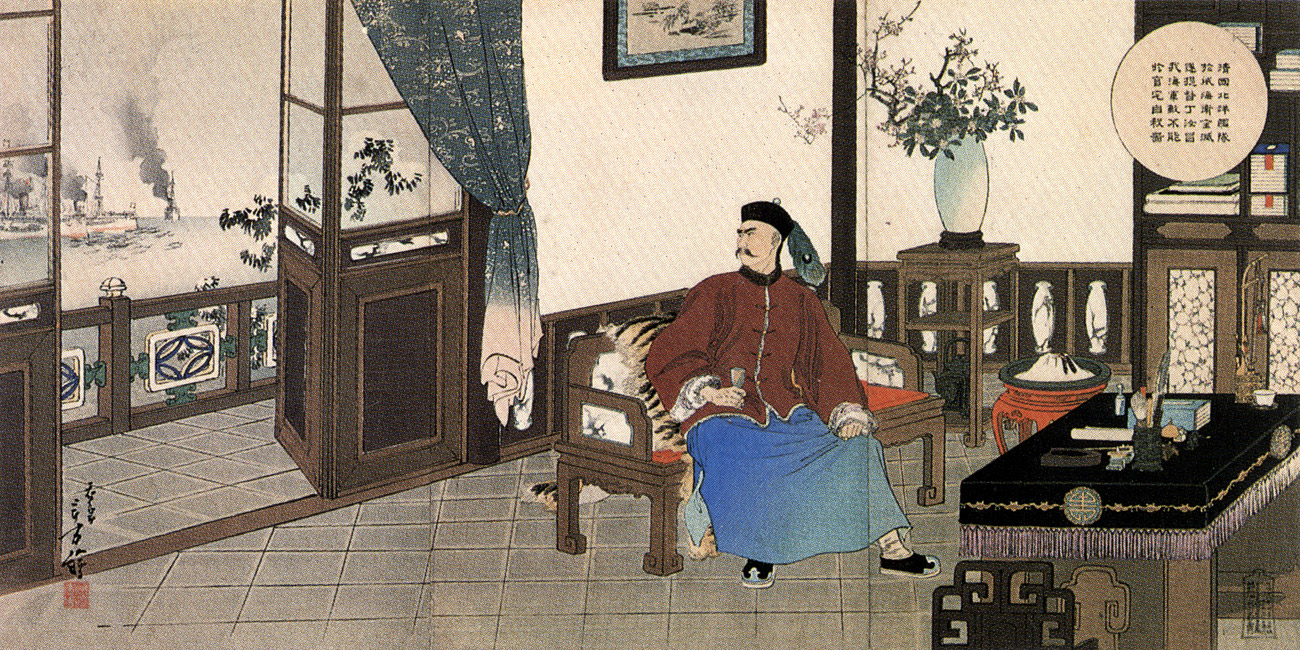
Il suicidio dell'ammiraglio Ding Ruchang, in una stampa di Mizuno Toshikata

Dopo la sconfitta patita dalle truppe cinesi nei pressi di Lüshunkou ricevette l'ordine di ritirare le sue navi presso la base navale di Wei-hai-wei senza impegnare più combattimento con le navi avversarie. Quando l'esercitò giapponese arrivò ad assediare la piazzaforte di Weihawei le navi cinesi rimasero al sicuro all'interno della rada, ma una volta che le truppe nemiche ebbero conquistato le fortificazioni costiere, e abbassato le ostruzioni che impedivano l'accesso all'interno del porto, le navi cinesi furono esposte all'attacco delle torpediniere avversarie, ed egli prese la decisione di arrendersi. Rifiutò poi l'offerta di ricevere asilo politico rivoltagli dall'ammiraglio Sukeyuki e la sera stessa si suicidò con una dose letale di oppio presso il suo quartier generale, situato sull'isola di Liugong.
Anche il suo vice, il contrammiraglio Liu Buchan (così come molti altri alti ufficiali della flotta cinese), dopo aver ordinato che la nave al suo comando fosse affondata con gli esplosivi, aveva anch'egli commesso suicidio già il giorno 10. Ciò che rimaneva della flotta del Beiyang si arrese al nemico. Dopo la sua morte fu considerato dal governo Qing il principale responsabile della sconfitta subita e venne spogliato postumo di tutte le classi e delle posizioni precedentemente ricoperte. Nel corso del 1911, su richiesta dei generali sopravvissuti alla guerra con il Giappone, fu reintegrato in tutti i suoi gradi e nelle cariche che aveva ricoperto precedentemente, ma fu nel 1912, solo dopo che la rivoluzione Xinhai aveva rovesciato la dinastia Qing, che la sua famiglia poté dargli una degna sepoltura.

### Annotazioni
1. ↑  Beiáng Jiànduì, ma conosciuta anche come Flotta del Mare settentrionale, era sorta a partire dal 1871 per volontà del viceré dello Zhili Li Hongzhang.
2. ↑  Tuttavia il modo in cui era morto gli aveva guadagnato il rispetto degli avversari e di molti militari cinesi.

### Fonti
1. ↑  Da Frè 2010, p. 80.
2. 1 2 3 4 5  Schmidt 2007, p. 167.
3. 1 2 3  Da Frè 2010, p. 92.
4. ↑  Da Frè 2010, p. 84, le altre erano quelle del Guangdong, Fujian e Nanyang.
5. 1 2 3  Da Frè 2010, p. 86.
6. ↑  Da Frè 2010, p. 83.
7. ↑  Wright 2000, p. 58.
8. ↑  Wright 2000, p. 86.
9. 1 2  Da Frè 2010, p. 93.
10. ↑  Da Frè 2010, p. 96.
11. 1 2 3  Da Frè 2010, p. 97.
12. ↑  Paine 2003, p. 412.
13. ↑  Wright 2000, p. 105.

### Periodici
- Giuliano Da Frè, La sconfitta del drago, in Rivista Italiana Difesa, n. 2, Chiavari, Giornalistica Riviera Soc. Coop., febbraio 2010,  pp. 80-97.